# Gerszon Zohar
Gerszon Zohar (ur. 1948 w Warszawie) – izraelski dyplomata, w latach 1993–1997 ambasador Izraela w Rzeczypospolitej Polskiej.

## Życiorys
Urodził się w 1948 w Warszawie, gdzie mieszkał do 9 roku życia. Został dyplomatą izraelskim. W 1993 rozpoczął misję dyplomatyczną w Polsce jako ambasador Izraela. Listy uwierzytelniające złożył 11 sierpnia 1993. Ambasadorem w Polsce był do 1997 (jego następcą był Jigal Antebi). W ramach późniejszej działalności w dyplomacji został m.in. ambasadorem Izraela w Tajlandii.